# Михнівка (Полтавський район)
Михні́вка — село в Україні, у Решетилівській міській громаді Полтавського району Полтавської області. До 2020 орган місцевого самоврядування — М'якеньківська сільська рада.
Код КОАТУУ — 5324282602. Населення за переписом 2001 року становило 431 особу.

## Географія
Село Михнівка лежить на правому березі річки Говтва, вище за течією на відстані 3 км розташоване село М'якеньківка, нижче за течією на відстані 4,5 км розташоване село Підок.

## Історія
12 червня 2020 року, відповідно до розпорядження Кабінету Міністрів України № 721-р «Про визначення адміністративних центрів та затвердження територій територіальних громад Полтавської області», село увійшло до складу Решетилівської міської громади.
19 липня 2020 року, в результаті адміністративно - територіальної реформи та ліквідації Решетилівського району, село увійшло до складу новоутвореного Полтавського району Полтавської області.

## Економіка
- Молочнотоварна і свинотоварна ферми;
- ТОВ «Зоря»;
- ТОВ «Гарант».

## Соціальна сфера
- Школа
- Фельдшерсько-акушерський пункт

## Визначні місця
- Міхнівський орнітологічний державний заказник (450 га).

## Відомі уродженці
- Калениченко Іван Федорович (14 травня 1941 — 24 березня 1998) — письменник, член НСПУ
- Шимков Андрій Петрович (21 листопада 1839 — після 1909) — фізик. У 1868 році за дисертацію «Досвід фізичного пояснення співвідношення між електрикою і теплотою» удостоєний ступеня доктора фізики, професор
- Шимков Іван Федорович (1803 або 1804 — 23 серпня 1836) — декабрист, прапорщик Саратовського піхотного полку